# Китаецентризм

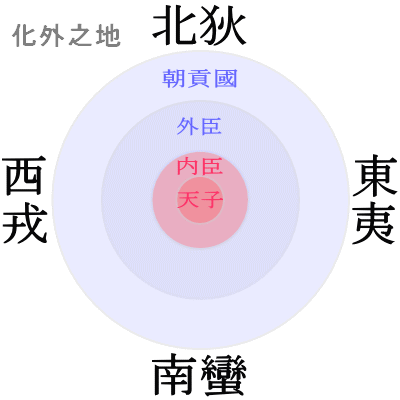
Схема Поднебесной и китаецентрического мира. В центре — Император (天子, «Сын Неба»), за ним — придворные (内臣, «внутренние слуги») и региональные чиновники (外臣, «внешние слуги»). После них — окультуренные варвары (朝貢国, «страны-данники»), за которыми следуют «дикие варвары» сторон света: восточные (東夷), западные (西戎), южные (南蠻) и северные (北狄). За ними простирается зона, недостижимая культуртрегерской миссии китайцев (化外之地, «земли вне просветительского влияния»).

Китаецентризм (кит. 中国中心主义) — мировоззренческая система в Восточной Азии, по которой в целом мире, наполненном «варварами», только Китай является центром цивилизации, культуры и философии, а также главным просветителем «варварских» народов. Данная система обосновывала ведущую роль Китая в регионе в течение 2 последних тысячелетий.
Основы китаецентрического мировоззрения были заложены в конце династии Чжоу и окончательно оформились в эпоху династии Хань. Они были тесно связаны с конфуцианством и концепцией Поднебесной. Первоначальный этноцентрический характер китаецентризма сменился имперским, после завоевания Китая монголами и создания династии Юань.
Соседние Китаю «варварские» народы и государства копировали китаецентризм, создав собственные микро-китаецентрические системы (小中華思想) в Корее, Японии и Вьетнаме, в результате чего традиционные китайский язык и письменность, идеологические рамки конфуцианских социальных и семейных правил, правовые и административные системы, буддизм и искусство историографии широко распространились в Восточной Азии.
Китаецентрическая система была основой международных отношений в Восточной Азии до середины XIX века. К её развалу привели государства Запада, которые начали колонизацию Азии и привнесли в Китай концепции и технологии, развившиеся в Европе Нового времени.